# Мадридский диалект

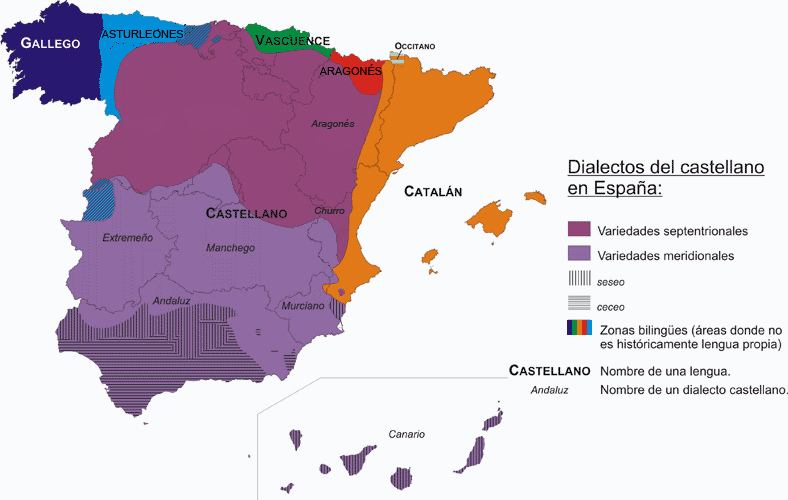
Языки и диалекты Испании в 1950 году

Мадри́дский диале́кт — это языковой вариант испанского (кастильского) языка, на котором говорят в Мадриде (столице Испании) и, в меньшей степени, в области города; особенностью является наличие йеизмо и использование специфического местного жаргона.

## Лингвистические особенности
- Йеизм, проявляющийся во всех слоях общества.[1] По мнению Алонсо Самора Висенте йеизм распространился по всей Испании именно из Мадрида.[1]
- Придыхание при произношении имплозивного звука [s], также проявляющееся во всех слоях общества.[2] Эта особенность появилась по крайней мере в XIX веке и присуща всем диалектам юга Испании.[3]
- Тенденция к леизмо, лаизмо и лоизмо.
- Употребление жаргона, например чели.